# 白埠镇
白埠镇原是中国山东省青岛市平度市下辖的一个镇，现已撤销。

## 行政区划
白埠镇下辖中兴居委会、西孙家庄村、牛戈庄村、西侯家庄村、付家庄村、大罗家村、刘古路村、西史家村、西郭家庄村、北高家庄村、卢家庄村、老胡家村、西王家庄村、刘家口村、任家庄村、西林家庄村、南高家庄村、胡铁家村、圈里胡家村、陈家屋子村、南王家庄村、东华里村、兴华里村、北华里村、新华里村、西华里村、振华里村、南华里村、中华里村、东埠村、匙刘家村、东侯家庄村、吴家庄村、李家庄村、大庙庄村、史同庄村、王家坡子村、耿家集村、姜家庄村、院前王疃村、西邢家村、东邢家村、付家疃村、东史家村、西李戈庄村、李家埠子村、东三甲村、后五甲村、任家屯村、寨里屯村、孙家疃村、黄土岭村、西中庄村、中庄和平村、团结村、营子屯村、刘家官庄村、张家官庄村、杨家官庄村、东湾头村、于家庄村、东宋家村、李家顶子村、朱家庄村、陆家村、岑李家村、禚家村、东孙家村、赖家庄村、小彭家村、北邹家村、小张家村、大张家村、张家寨村、北杨家村、北隋家村、虎李家村、吕家村、前洼村、魏家庄村、梁家宅科村、王家宅科村、吴家宅科村、杨龙庄村、刘彩庄村、郑家庄村、西屋子村、万户屯村。

## 人口
2010年中国第六次人口普查时，白埠镇共有人口54189人。共有家庭15879户，平均每户3.31人。14岁以下的少年儿童共7544人，占总人口13.92%；15-64岁人口共38945人，占总人口71.86%；65岁及以上的老年人共7700人，占总人口的14.20%。男性共计27305人，占总人口50.38%；女性共计26884，占总人口49.61%。本地居住的人口中，拥有本地户籍的人口为53396人，占98.53%。
1. ↑  中国国务院人口普查办公室、中国国家统计局人口就业统计司等. . 统计年鉴分享平台: 表15 山东省乡、镇、街道人口. 2010  [2018-07-19]. （原始内容 (收费)存档于2018-07-19）.